# بازیگران خوب
بازیگران خوب (کره‌ای: 굿캐스팅؛ انگلیسی: Good Casting) یک مجموعه تلویزیونی کره جنوبی سال ۲۰۲۰ با بازی چوی کانگ هی، یو این یونگ، کیم جی یونگ، لی سانگ یوب، لی جون یونگ و لی جونگ هیوک است. این مجموعه از ۲۷ آوریل تا ۱۶ ژوئن ۲۰۲۰، روزهای دوشنبه و سه‌شنبه ساعت ۲۱:۴۰ (کی‌اس‌تی) از اس‌بی‌اس برای ۱۶ قسمت پخش شد.

## بازیگران

### اصلی
- چوی کانگ هی در نقش بک چان می / بک جانگ می[۴]
- یو این یونگ در نقش ایم یه اون / ایم جونگ اون[۵]
- کیم جی یونگ در نقش هوانگ می سون / گی می سون[۶]
- لی سانگ یوب در نقش یون سوک هو[۷]
- لی جون یونگ در نقش کانگ وو وون[۸]
- لی جونگ هیوک در نقش دونگ کوان سو[۸]